# Orgulho e Preconceito
Pride and Prejudice (br/pt: Orgulho e Preconceito) é um romance da escritora britânica Jane Austen. Publicado pela primeira vez em 1813, na verdade havia sido terminado em 1797, antes de ela completar 21 anos, em Steventon, Hampshire, onde Jane morava com os pais. Originalmente denominado First Impressions, nunca foi publicado sob aquele título; ao fazer a revisão dos escritos, Jane intitulou a obra e a publicou como Pride and Prejudice. Austen pode ter tido em mente o capítulo final do romance de Fanny Burney, Cecilia, chamado "Pride and Prejudice".
A história mostra a maneira com que a personagem Elizabeth Bennet lida com os problemas relacionados à educação, cultura, moral e casamento na sociedade aristocrática do início do século XIX, na Inglaterra. Elizabeth é a segunda de 5 filhas de um proprietário rural na cidade fictícia de Meryton, em Hertfordshire, não muito longe de Londres.
Apesar de a história se ambientar no século XIX, tem exercido fascínio mesmo nos leitores modernos, continuando no topo da lista dos livros preferidos e sob a consideração da crítica literária. O interesse atual é resultado de um grande número de adaptações e até de pretensas imitações dos temas e personagens abordados por Austen.
Atualmente, acredita-se que o livro tenha cerca de 2,3 milhões de cópias ao redor do mundo.

## Enredo
No início do romance, Mr. Bingley, um jovem e saudável cavalheiro, aluga uma propriedade no campo chamada Netherfield, perto dos Bennet. Ele chega à cidade acompanhado de suas irmãs, Caroline Bingley e Louisa Hurst, seu cunhado, Mr. Hurst, e de um amigo, Mr. Darcy. Enquanto Bingley é bem recebido pela comunidade, Darcy mantém uma postura mais distante e desconfiada com relação às pessoas do campo. Bingley e Jane Bennet iniciam um relacionamento, a despeito das interferências inadequadas e embaraçosas de Mrs. Bennet e da oposição das irmãs de Bingley, que consideram Jane socialmente inferior. Enquanto isso, Elizabeth é “ferida” pela rejeição de Darcy durante uma dança local, e decide rebater a indiferença de Darcy com sua perspicácia e espirituosidade.
Elizabeth começa, por sua vez, uma amizade com Mr. Wickham, um oficial que tem animosidades com Darcy. Wickham conta-lhe que foi maltratado pelo mesmo e esse passa a ser um dos motivos pelos quais Elizabeth odeia Darcy. Ironicamente, mas sem o conhecimento dela, Darcy começa a se interessar aos poucos por Elizabeth.
Nesse período Mr. Collins, o primo das Bennet que herdará Longbourn, chega e fica um tempo com os Bennet; ele é um clérigo apadrinhado de Lady Catherine de Bourgh, tia de Darcy, que veio, seguindo o conselho de sua patronesse, escolher, entre as irmãs Bennet, uma esposa. Mr. Bennet e Elizabeth não aprovam o seu comportamento egoísta e pedante; Collins se interessa por Jane, mas quando sabe de suas pretensões por Bingley, se volta para Elizabeth.
Quando Bingley parece resolvido a propor casamento a Jane, ele deixa repentinamente Netherfield em uma viagem que em um primeiro momento seria rápida, mas que, sendo convencido por suas irmãs e pelo amigo, decide ficar permanentemente em Londres uma vez que acredita que Jane é indiferente a ele. Jane, que era tímida e não conseguia expressar seus sentimentos abertamente, é deixada para trás confusa e desapontada. Elizabeth convence-se de que as irmãs de Bingley e Darcy conspiraram para separar os dois apaixonados.

Por esse tempo o Mr. Collins propõe casamento a Elizabeth, que o rejeita, para desgosto da inadequada Mrs. Bennet. Collins, então, propõe casamento para a amiga íntima de Elizabeth, Charlotte Lucas, que aceita.

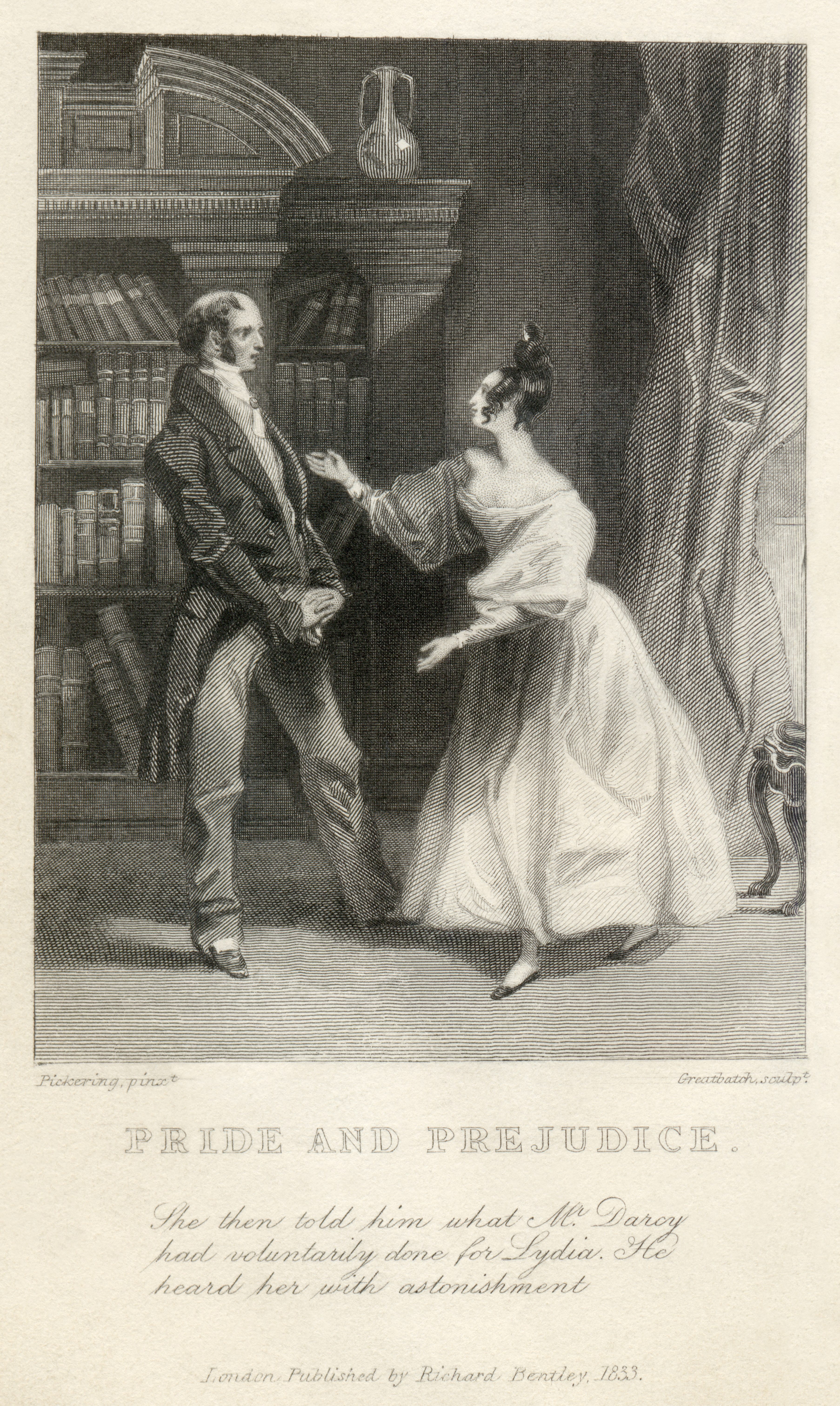
Elizabeth conta a seu pai que Darcy foi responsável pela união de Lydia e Wickham. Esta é uma das duas ilustrações de Pride and Prejudice. O estilo das roupas revela, porém, que a ilustração foi feita mais tarde, nos anos 1830, e não na época do romance.

Na primavera, Elizabeth, a convite de Charlotte que já havia se casado com o Mr. Collins, acompanha Maria, irmã de Charlotte, e Sir William Lucas, pai de Charlotte, em uma visita à paróquia de Kent, que é vizinha de Rosings Park, a grande mansão da tia de Mr. Darcy, Lady Catherine de Bourgh. Ao visitar Lady Catherine, Mr. Darcy encontra Elizabeth, e ela acaba descobrindo que ele foi a causa da separação de Bingley e Jane. Depois, Darcy admite seu amor por Elizabeth e se declara, mas essa o recusa, sob a alegação de ele ter separado sua irmã de Bingley.
Mediante a veemência das acusações de Elizabeth, Darcy lhe escreve uma carta, justificando suas ações. A carta revela, também, que Wickham dissipara seus bens, os quais o pai de Darcy concedera, e depois o acusara. Para se vingar da família de Darcy, Wickham seduzira sua jovem irmã, de apenas 15 anos, Georgiana — para ganhar sua mão e a fortuna, persuadindo-a a fugir com ele — e depois, sabendo que não ganharia nada com isso em termos financeiros, a teria abandonado. Sobre Bingley e Jane, Darcy justifica suas ações sob a alegação de que Jane não parecia demonstrar reciprocidade no relacionamento com Bingley.
Darcy admite antevir desvantagens na ligação com a família de Elizabeth, especialmente com sua embaraçosa mãe e suas jovens irmãs. Após ler a carta, Elizabeth admite não depositar muita credibilidade nas ações de Wickham, e que suas primeiras impressões sobre Darcy podem não estar certas, e retorna para casa.
Alguns meses mais tarde, durante um passeio por Derbyshire com seus tios, Elizabeth visita Pemberley, a casa de Darcy. A caseira de Darcy, uma velha senhora que o criou desde a infância, presenteia Elizabeth e seus parentes com uma impressão benevolente e correta do caráter de Darcy. Inesperadamente, ele chega e trata Elizabeth e seus parentes com cordialidade. Ele então manifesta o desejo de apresentar sua irmã, Georgiana, à Elizabeth, que aceita. É feita, então, a apresentação, e sendo iniciado nesse momento uma relação mais cordial entre ambos.
As relações entre Elizabeth e Darcy são interrompidas quando Lydia, a jovem irmã de Elizabeth, foge com Wickham que, na verdade, não tem planos de casar com ela. Tal fato pode significar a ruína da família dos Bennet. Por estar muito abalada com a notícia no momento em que Darcy chega para visitá-la, Elizabeth acaba o informando sobre os acontecimentos. Ele, então, apressa-se em deixá-la, e ela acredita que a futura ruína de sua família foi o motivo para o seu afastamento. Esse é um dos momentos em que ela percebe que seus sentimentos por ele haviam começado a mudar.
Sob a intervenção do tio de Elizabeth, porém, Lydia e Wickham se casam, e após o casamento, visitam Longbourn. Enquanto conversa com Elizabeth, Lydia comenta a presença de Darcy em seu casamento e, surpresa, e por intermédio de sua tia, Elizabeth acaba descobrindo que o verdadeiro responsável pelo casamento e pela salvação da honra de sua família foi Darcy.
Algum tempo depois, Bingley e Darcy retornam, porém Darcy viaja para Londres no dia seguinte. Dias depois Bingley propõe casamento a Jane. Mr. Collins, que suspeitava do interesse do Mr. Darcy por Elizabeth, e vendo na união de Bingley e Jane um fator que favorecia esse casamento, comunica Lady Catherine do possível acontecimento, além de escrever para o Mr. Bennet o parabenizando por ambos os casamentos e informá-lo do possível descontentamento da tia do Mr. Darcy. Elizabeth, constrangida, convence o pai de que são apenas rumores e ambos riem da impossibilidade daquela união. Porém Lady Catherine vai até Longbourn e confronta Elizabeth, ameaçando-a para que não aceite a proposta de Darcy. Elizabeth recusa obedecê-la e, quando Darcy a visita e lhe propõe casamento, ela aceita.
No capítulo final, o livro estabelece Elizabeth e Darcy em Pemberley, e Jane e Bingley em Netherfield. Elizabeth e Jane ajudam e incentivam Kitty a adquirir graça social e ensinam Mary a aceitar a diferença entre ela e suas irmãs, que são mais belas, ocupando-se de outras atividades. Em Pemberley, Elizabeth e Georgiana se tornam amigas. Lady Catherine fica irritada com o casamento do sobrinho Darcy, mas acaba, finalmente, aceitando.

### Personagens
| \|-\|+\| MB \|:\|MB=Mary Bennet}} \|-\|(\|}} \| \| \| \| \| \| \| \| \| \| \| \| \| Mr Hurst \| \| \| \| \| \| \| \| \| \| \| \| \| \| \| \| \| \| \| \| \| \| \| \| \| \| \| \| \| \| \| \| \| \| \| \| \| \| \| \| \| \| \| \| \| \| Mrs Hurst \| \| \| \| \| \| \| \| \| \| \| \| \| \| \| \| \| \| \| \| \| \| \| \| \| \| \| \| \| \| \| \| \| \| \| \| \| \| Mr Philips \| \| \| \| \| \| \| \| \| \| \| \| \| \| \| \| \| \| \| \| \| \| \| \| \| \| \| \| \| \| \| Caroline Bingley \| \| \| \| \| \| \| \| \| \| \| \| \| \| \| \| \| \| \| \| \| \| \| \| \| \| \| \| \| \| \| \| \| \| \| \| \| \| Mrs Philips \| \| \| \| \| \| \| \| \| \| \| \| \| \| \| \| \| \| \| \| \| \| \| \| \| \| \| \| \| \| \| \| \| \| \| \| \| \| \| \| \| \| \| \| \| \| \| \| \| \| \| \| \| \| Mr Charles Bingley \| \| \| \| \| \| \| \| \| \| \| \| \| \| \| \| \| \| \| \| \| \| \| \| \| \| \| \| \| \| \| \| \| \| \| \| \| \| Mrs Gardiner \| \| \| \| \| \| \| \| \| \| \| \| \| \| \| \| \| \| \| \| \| \| \| \| \| \| \| \| \| \| \| Jane Bennet \| \| \| \| \| \| \| \| \| \| \| \| \| \| \| \| \| \| \| \| \| \| \| \| \| \| \| \| \| \| \| \| \| \| \| \| \| \| Mr Gardiner \| \| \| \| \| \| \| \| \| \| \| \| \| \| \| \| \| \| \| \| \| \| \| \| \| \| \| \| \| \| \| \| \| \| \| \| \| \| \| \| \| \| \| \| \| \| \| \| \| \| \| \| \| \| Elizabeth Bennet \| \| \| \| \| \| \| \| \| \| \| \| \| \| \| \| \| \| \| \| \| \| \| \| \| \| \| \| \| \| \| \| \| \| \| \| \| \| Mrs Bennet \| \| \| \| \| \| \| \| \| \| \| \| \| \| \| \| \| \| \| \| \| \| \| \| \| \| \| \| \| \| \| \| \| \| \| \| \| \| \| \| \| \| \| \| \| \| \| \| \| \| \| \| \| \| \| \| \| \| \| \| \| \| \| \| \| \| \| \| \| Mr Bennet \| \| \| \| \| \| \| \| \| \| \| \| \| \| \| \| \| \| \| \| \| \| \| \| \| \| \| \| \| \| \| \| \| \| \| \| \| \| \| \| \| \| \| \| \| \| \| \| \| \| \| \| \| \| Catherine "Kitty" Bennet \| \| \| \| \| \| \| \| \| \| \| \| \| \| \| \| \| \| \| \| \| \| \| \| \| \| \| \| \| \| \| \| \| \| \| \| \| \| Mr William Collins \| \| \| \| \| \| \| \| \| \| \| \| \| \| \| \| \| \| \| \| \| \| \| \| \| \| \| \| \| \| \| \| \| \| \| \| \| \| \| \| \| \| \| \| \| \| \| \| \| \| \| \| \| \| Lydia Bennet \| \| \| \| \| \| \| \| \| \| \| \| \| \| \| \| \| \| \| \| \| \| \| \| \| \| \| \| \| \| \| \| \| \| \| \| \| \| Charlotte Lucas \| \| \| \| \| \| \| \| \| \| \| \| \| \| \| \| \| \| \| \| \| \| \| \| \| \| \| \| \| \| \| Mr George Wickham \| \| \| \| \| \| \| \| \| \| \| \| \| \| \| \| \| \| \| \| \| \| \| \| \| \| \| \| \| \| \| \| \| \| \| \| \| \| \| \| \| \| \| \| \| \| \| \| \| \| \| \| \| \| \| \| \| \| \| \| \| \| \| \| \| \| \| \| \| \| \| \| \| \| \| \| \| \| \| \| \| \| \| \| (Old) Mr Darcy \| (Old) Mr Darcy \| (Old) Mr Darcy \| (Old) Mr Darcy \| (Old) Mr Darcy \| (Old) Mr Darcy \| \| \| Mr Fitzwilliam Darcy \| Mr Fitzwilliam Darcy \| Mr Fitzwilliam Darcy \| Mr Fitzwilliam Darcy \| Mr Fitzwilliam Darcy \| Mr Fitzwilliam Darcy \| \| \| \| \| \| \| \| \| \| (Old) Mr Darcy \| (Old) Mr Darcy \| (Old) Mr Darcy \| (Old) Mr Darcy \| (Old) Mr Darcy \| (Old) Mr Darcy \| \| \| Mr Fitzwilliam Darcy \| Mr Fitzwilliam Darcy \| Mr Fitzwilliam Darcy \| Mr Fitzwilliam Darcy \| Mr Fitzwilliam Darcy \| Mr Fitzwilliam Darcy \| \| \| \| \| \| \| \| \| \| \| \| \| \| \| \| \| \| \| \| \| \| \| \| \| \| \| \| \| \| \| \| \| Lady Anne Darcy \| Lady Anne Darcy \| Lady Anne Darcy \| Lady Anne Darcy \| Lady Anne Darcy \| Lady Anne Darcy \| \| \| Georgiana Darcy \| Georgiana Darcy \| Georgiana Darcy \| Georgiana Darcy \| Georgiana Darcy \| Georgiana Darcy \| \| \| \| \| \| \| \| \| \| Lady Anne Darcy \| Lady Anne Darcy \| Lady Anne Darcy \| Lady Anne Darcy \| Lady Anne Darcy \| Lady Anne Darcy \| \| \| Georgiana Darcy \| Georgiana Darcy \| Georgiana Darcy \| Georgiana Darcy \| Georgiana Darcy \| Georgiana Darcy \| \| \| \| \| \| \| \| \| \| \| \| \| \| \| \| \| \| \| \| \| \| \| \| \| \| \| \| \| \| \| \| \| Lady Catherine De Bourgh \| Lady Catherine De Bourgh \| Lady Catherine De Bourgh \| Lady Catherine De Bourgh \| Lady Catherine De Bourgh \| Lady Catherine De Bourgh \| \| \| Anne De Bourgh \| Anne De Bourgh \| Anne De Bourgh \| Anne De Bourgh \| Anne De Bourgh \| Anne De Bourgh \| \| \| \| \| \| \| \| \| \| Lady Catherine De Bourgh \| Lady Catherine De Bourgh \| Lady Catherine De Bourgh \| Lady Catherine De Bourgh \| Lady Catherine De Bourgh \| Lady Catherine De Bourgh \| \| \| Anne De Bourgh \| Anne De Bourgh \| Anne De Bourgh \| Anne De Bourgh \| Anne De Bourgh \| Anne De Bourgh \| \| \| \| \| \| \| \| \| \| \| \| \| \| \| \| \| \| \| \| \| \| \| \| \| \| \| \| \| \| \| \| \| Lord —— \| Lord —— \| Lord —— \| Lord —— \| Lord —— \| Lord —— \| \| \| Colonel Fitzwilliam \| Colonel Fitzwilliam \| Colonel Fitzwilliam \| Colonel Fitzwilliam \| Colonel Fitzwilliam \| Colonel Fitzwilliam \| \| \| \| \| \| \| \| \| \| Lord —— \| Lord —— \| Lord —— \| Lord —— \| Lord —— \| Lord —— \| \| \| Colonel Fitzwilliam \| Colonel Fitzwilliam \| Colonel Fitzwilliam \| Colonel Fitzwilliam \| Colonel Fitzwilliam \| Colonel Fitzwilliam \| \| \| \| \| \| \| \| \| \| \| \| \| \| \| \| \| \| \| \| \| \| \| \| \| \| \| \| |  |  |  |                          |                          |                          |                          |                          |                          |  |  |                          |                      |                      |                      |                      |                      |  |  |  |  |
| |  |  |  |                          |                          |                          |                          |                          |                          |  |  | Mr Hurst                 |                      |                      |                      |                      |                      |  |  |  |  |
| |  |  |  |                          |                          |                          |                          |                          |                          |  |  |                          |                      |                      |                      |                      |                      |  |  |  |  |
| |  |  |  |                          |                          |                          |                          |                          |                          |  |  | Mrs Hurst                |                      |                      |                      |                      |                      |  |  |  |  |
| |  |  |  |                          |                          |                          |                          |                          |                          |  |  |                          |                      |                      |                      |                      |                      |  |  |  |  |
| |  |  |  | Mr Philips               |                          |                          |                          |                          |                          |  |  |                          |                      |                      |                      |                      |                      |  |  |  |  |
| |  |  |  |                          |                          |                          |                          |                          |                          |  |  | Caroline Bingley         |                      |                      |                      |                      |                      |  |  |  |  |
| |  |  |  |                          |                          |                          |                          |                          |                          |  |  |                          |                      |                      |                      |                      |                      |  |  |  |  |
| |  |  |  | Mrs Philips              |                          |                          |                          |                          |                          |  |  |                          |                      |                      |                      |                      |                      |  |  |  |  |
| |  |  |  |                          |                          |                          |                          |                          |                          |  |  |                          |                      |                      |                      |                      |                      |  |  |  |  |
| |  |  |  |                          |                          |                          |                          |                          |                          |  |  | Mr Charles Bingley       |                      |                      |                      |                      |                      |  |  |  |  |
| |  |  |  |                          |                          |                          |                          |                          |                          |  |  |                          |                      |                      |                      |                      |                      |  |  |  |  |
| |  |  |  | Mrs Gardiner             |                          |                          |                          |                          |                          |  |  |                          |                      |                      |                      |                      |                      |  |  |  |  |
| |  |  |  |                          |                          |                          |                          |                          |                          |  |  | Jane Bennet              |                      |                      |                      |                      |                      |  |  |  |  |
| |  |  |  |                          |                          |                          |                          |                          |                          |  |  |                          |                      |                      |                      |                      |                      |  |  |  |  |
| |  |  |  | Mr Gardiner              |                          |                          |                          |                          |                          |  |  |                          |                      |                      |                      |                      |                      |  |  |  |  |
| |  |  |  |                          |                          |                          |                          |                          |                          |  |  |                          |                      |                      |                      |                      |                      |  |  |  |  |
| |  |  |  |                          |                          |                          |                          |                          |                          |  |  | Elizabeth Bennet         |                      |                      |                      |                      |                      |  |  |  |  |
| |  |  |  |                          |                          |                          |                          |                          |                          |  |  |                          |                      |                      |                      |                      |                      |  |  |  |  |
| |  |  |  | Mrs Bennet               |                          |                          |                          |                          |                          |  |  |                          |                      |                      |                      |                      |                      |  |  |  |  |
| |  |  |  |                          |                          |                          |                          |                          |                          |  |  |                          |                      |                      |                      |                      |                      |  |  |  |  |
| |  |  |  |                          |                          |                          |                          |                          |                          |  |  |                          |                      |                      |                      |                      |                      |  |  |  |  |
| |  |  |  | Mr Bennet                |                          |                          |                          |                          |                          |  |  |                          |                      |                      |                      |                      |                      |  |  |  |  |
| |  |  |  |                          |                          |                          |                          |                          |                          |  |  |                          |                      |                      |                      |                      |                      |  |  |  |  |
| |  |  |  |                          |                          |                          |                          |                          |                          |  |  | Catherine "Kitty" Bennet |                      |                      |                      |                      |                      |  |  |  |  |
| |  |  |  |                          |                          |                          |                          |                          |                          |  |  |                          |                      |                      |                      |                      |                      |  |  |  |  |
| |  |  |  | Mr William Collins       |                          |                          |                          |                          |                          |  |  |                          |                      |                      |                      |                      |                      |  |  |  |  |
| |  |  |  |                          |                          |                          |                          |                          |                          |  |  |                          |                      |                      |                      |                      |                      |  |  |  |  |
| |  |  |  |                          |                          |                          |                          |                          |                          |  |  | Lydia Bennet             |                      |                      |                      |                      |                      |  |  |  |  |
| |  |  |  |                          |                          |                          |                          |                          |                          |  |  |                          |                      |                      |                      |                      |                      |  |  |  |  |
| |  |  |  | Charlotte Lucas          |                          |                          |                          |                          |                          |  |  |                          |                      |                      |                      |                      |                      |  |  |  |  |
| |  |  |  |                          |                          |                          |                          |                          |                          |  |  | Mr George Wickham        |                      |                      |                      |                      |                      |  |  |  |  |
| |  |  |  |                          |                          |                          |                          |                          |                          |  |  |                          |                      |                      |                      |                      |                      |  |  |  |  |
| |  |  |  |                          |                          |                          |                          |                          |                          |  |  |                          |                      |                      |                      |                      |                      |  |  |  |  |
| |  |  |  |                          |                          |                          |                          |                          |                          |  |  |                          |                      |                      |                      |                      |                      |  |  |  |  |
| |  |  |  | (Old) Mr Darcy           | (Old) Mr Darcy           | (Old) Mr Darcy           | (Old) Mr Darcy           | (Old) Mr Darcy           | (Old) Mr Darcy           |  |  | Mr Fitzwilliam Darcy     | Mr Fitzwilliam Darcy | Mr Fitzwilliam Darcy | Mr Fitzwilliam Darcy | Mr Fitzwilliam Darcy | Mr Fitzwilliam Darcy |  |  |  |  |
| |  |  |  | (Old) Mr Darcy           | (Old) Mr Darcy           | (Old) Mr Darcy           | (Old) Mr Darcy           | (Old) Mr Darcy           | (Old) Mr Darcy           |  |  | Mr Fitzwilliam Darcy     | Mr Fitzwilliam Darcy | Mr Fitzwilliam Darcy | Mr Fitzwilliam Darcy | Mr Fitzwilliam Darcy | Mr Fitzwilliam Darcy |  |  |  |  |
| |  |  |  |                          |                          |                          |                          |                          |                          |  |  |                          |                      |                      |                      |                      |                      |  |  |  |  |
| |  |  |  | Lady Anne Darcy          | Lady Anne Darcy          | Lady Anne Darcy          | Lady Anne Darcy          | Lady Anne Darcy          | Lady Anne Darcy          |  |  | Georgiana Darcy          | Georgiana Darcy      | Georgiana Darcy      | Georgiana Darcy      | Georgiana Darcy      | Georgiana Darcy      |  |  |  |  |
| |  |  |  | Lady Anne Darcy          | Lady Anne Darcy          | Lady Anne Darcy          | Lady Anne Darcy          | Lady Anne Darcy          | Lady Anne Darcy          |  |  | Georgiana Darcy          | Georgiana Darcy      | Georgiana Darcy      | Georgiana Darcy      | Georgiana Darcy      | Georgiana Darcy      |  |  |  |  |
| |  |  |  |                          |                          |                          |                          |                          |                          |  |  |                          |                      |                      |                      |                      |                      |  |  |  |  |
| |  |  |  | Lady Catherine De Bourgh | Lady Catherine De Bourgh | Lady Catherine De Bourgh | Lady Catherine De Bourgh | Lady Catherine De Bourgh | Lady Catherine De Bourgh |  |  | Anne De Bourgh           | Anne De Bourgh       | Anne De Bourgh       | Anne De Bourgh       | Anne De Bourgh       | Anne De Bourgh       |  |  |  |  |
| |  |  |  | Lady Catherine De Bourgh | Lady Catherine De Bourgh | Lady Catherine De Bourgh | Lady Catherine De Bourgh | Lady Catherine De Bourgh | Lady Catherine De Bourgh |  |  | Anne De Bourgh           | Anne De Bourgh       | Anne De Bourgh       | Anne De Bourgh       | Anne De Bourgh       | Anne De Bourgh       |  |  |  |  |
| |  |  |  |                          |                          |                          |                          |                          |                          |  |  |                          |                      |                      |                      |                      |                      |  |  |  |  |
| |  |  |  | Lord ——                  | Lord ——                  | Lord ——                  | Lord ——                  | Lord ——                  | Lord ——                  |  |  | Colonel Fitzwilliam      | Colonel Fitzwilliam  | Colonel Fitzwilliam  | Colonel Fitzwilliam  | Colonel Fitzwilliam  | Colonel Fitzwilliam  |  |  |  |  |
| |  |  |  | Lord ——                  | Lord ——                  | Lord ——                  | Lord ——                  | Lord ——                  | Lord ——                  |  |  | Colonel Fitzwilliam      | Colonel Fitzwilliam  | Colonel Fitzwilliam  | Colonel Fitzwilliam  | Colonel Fitzwilliam  | Colonel Fitzwilliam  |  |  |  |  |
| |  |  |  |                          |                          |                          |                          |                          |                          |  |  |                          |                      |                      |                      |                      |                      |  |  |  |  |

- Elizabeth Bennet é a personagem principal, e o leitor observa os acontecimentos, na verdade, sob o ponto de vista dela.[9] Segunda filha dos Bennet, aos 21 anos (20, quando a história começa) é inteligente, atraente, alegre e sincera, mas tem uma tendência a julgar as pessoas pelas primeiras impressões e, talvez, selecione algumas dessas impressões como base para seu julgamento. Não leva desaforo pra casa e é tolerável. Quando a trama inicia, Elizabeth tem um relacionamento mais próximo com seu pai, Jane, sua tia Mrs. Gardiner e a amiga Charlotte Lucas.

- Fitzwilliam Darcy é o protagonista masculino. Com 27 anos, solteiro, Darcy é o proprietário da famosa Pemberley, em Derbyshire. Bonito, alto e inteligente, mas socialmente mais reservado, seu decoro e retidão morais são vistos por muitos como um excessivo orgulho devido ao seu status social. Gosta dos olhos de Elizabeth. Causa uma impressão ruim em estranhos, mas é muito valorizado pelos que o conhecem na intimidade.
- Mr Bennet é Marido de Mrs Bennet e tem 5 filhas. Um culto e inteligente cavalheiro que não aprova a frivolidade da esposa e das 3 filhas mais novas. Tem um bom relacionamento com as duas filhas mais velhas, Jane e Elizabeth, as quais parece preferir em comparação às outras filhas e à esposa.
- Mrs Bennet é a esposa de Mr Bennet e mãe de Elizabeth e suas irmãs. Frívola, ansiosa, inadequada e pouco inteligente, é suscetível a ataques, tremores e palpitações. Suas maneiras em público causam embaraço em Jane e Elizabeth. Sua filha favorita é a mais jovem, Lydia, a quem tudo permite.
- Jane Bennet é a mais velha das irmãs Bennet. Tem 22 anos quando a história começa, e é considerada a mais bela jovem do local. Seu caráter contrasta com Elizabeth, pois é doce, reservada, sensível, e, tímida, o que faz com que muitas vezes esconda seus reais sentimentos. Não possui muita malícia, prefere ver apenas o lado bom das pessoas.
- Mary Bennet é a mais franca das irmãs Bennet e prefere, ao invés de costura, a leitura; esforça-se para se instruir, mas não tem nem genialidade, nem gosto. No baile em Netherfield, ela embaraça sua família ao cantar muito mal. Possui 19 anos e 20 quando a história finda.
- Catherine "Kitty" Bennet é a 4ª irmã Bennet, tem 17 anos, é teimosa e tão tola quanto sua irmã Lydia, e vive à sombra dela.
- Lydia Bennet é a mais jovem das irmãs Bennet, tem 15 anos, e é descrita como frívola e teimosa. Socialmente, gosta de flertar com os militares que estão alojados em Meryton. Domina sua irmã Kitty e é defendida, sempre, pela mãe. Após sua fuga e casamento com Wickham, ela não demonstra remorso pelo embaraço que suas ações causaram para a família, mas age como se tivesse feito algo maravilhoso, e como se suas irmãs tivessem inveja de sua situação.
- Charles Bingley é um jovem cavalheiro que aluga uma propriedade em Netherfield, perto de Longbourn, no início da história. Tem 22 anos, é bonito, generoso, forte e contrasta com seu amigo Darcy por ser mais alegre, brincalhão e charmoso, ficando muito popular em Meryton. Bingley é, porém, facilmente influenciável pela opinião das outras pessoas.
- Caroline Bingley é a irmã esnobe de Charles Bingley. Com intenções de se relacionar com Darcy, ela observa Elizabeth Bennet com muita inveja, e frequentemente dirige sutis ofensas à Elizabeth e sua sociedade.
- George Wickham é um antigo conhecido de Darcy, de infância, e um oficial que está alojado perto de Meryton. Superficialmente charmoso, faz amizade rapidamente com Elizabeth Bennet, e comenta vários fatos sobre Darcy, incentivando a impopularidade dele na sociedade local; posteriormente, os fatos verdadeiros são revelados, mostrando ser Darcy a ter razão nas questões entre os dois.
- William Collins, tem 25 anos, é clérigo e primo de Mr. Bennet, que não tem filhos homens, portanto, tem Collins como seu herdeiro. Austen o descreve como insensível e interesseiro, que se humilha e submete sob as ordens de Lady Catherine de Bourgh, a quem serve e venera. Considerado pomposo por Mr Bennet, Jane e Elizabeth, há rejeição de seu pedido de casamento com Elizabeth, porém essa se entristece quando sabe que sua amiga íntima, Charlotte Lucas, aceitou casar com ele, por necessidade. Ela era pobre e não tinha uma visão romântica da vida, ela queria apenas estar segura e ter um lar ("Como sabe, eu não sou romântica. Nunca fui. Apenas desejo um lar confortável" Cap. 22, pág. 85, Editora Pé de Letra).
- Lady Catherine de Bourgh é uma aristocrata dominadora, poderosa e orgulhosa, que humilha e é servida pelos que a rodeiam, entre eles Mr. Collins, que faz todos os seus desejos. Elizabeth, porém, não é intimidada por ela, que a ofende na tentativa de que Elizabeth não case com Darcy.
- "Mr Gardiner" é irmão de Mrs Bennet, é um homem de negócios sensível e cavalheiro, que tenta ajudar Lydia quando ela foge com Wickham. Sua esposa tem bom relacionamento e amizade com Elizabeth e Jane. Jane fica em casa deles quando vai a Londres, e Elizabeth viaja com eles para Derbyshire, quando reencontra Darcy.
- "Georgiana Darcy" é a irmã mais moça de Mr. Darcy, no início da história tem 15 anos. Enamorou-se com George Wickham e planejou fugir com este, contudo, contou ao irmão antes dos planos serem realizados. Uma jovem tímida e de trejeitos gentis, aceita Elizabeth Bennet de bom grado à família.

## Tema
Muitos críticos têm analisado o título como um dos pontos importantes na temática de Pride and Prejudice; contudo, Robert Fox considera fatores comercias na escolha do título, pois, após o sucesso de Sense and Sensibility, nada mais natural do que oferecer outro romance do mesmo autor usando novamente a fórmula da antítese no título. E as qualidades indicadas no título não podem ser consideradas exclusivas de um ou outro protagonista: ambos, Elizabeth e Darcy apresentam “pride and prejudice".
Um dos temas mais persistentes dos trabalhos de Austen é a importância do ambiente e do crescimento do caráter e moralidade no desenvolvimento dos jovens. Situação social e riqueza não são necessariamente vantagens no mundo e, para Austen, os pais são ineficazes. Em Pride and Prejudice, a falha de Mr e Mrs Bennet (em especial a última) como pais acaba tendo como consequência a ausência de senso moral de Lydia; Darcy, por outro lado, apesar de ser honrado, é também vaidoso e arrogante.

### Casamento
No decorrer do romance ocorrem ao todo 4 casamentos, cada um dos noivos têm personalidades diversas e interesses ainda mas diferentes, fazendo-nos pensar em como a representação desses casamentos são únicos. Logo no começo do livro pode-se ver como o casamento é de extrema importância não só para as mulheres da família Bennet, mas para a sociedade inglesa como um todo: “É uma verdade universalmente conhecida que um homem solteiro, possuidor de uma boa fortuna, deve estar necessitado de esposa”. Casar cedo era uma necessidade da época para as mulheres.
A temática do casamento aparece pela primeira vez quando Mr. Collins aparece na história a procura de uma noiva, não parecendo se importar com quem seria. Com ele ocorre o primeiro casamento durante o livro, entre ele e Charlotte Lucas. Esse casamento teve como base uma troca de interesse entre os noivos, Charlotte por já ser considerada velha para se casar e o senhor Collins devido a sua posição como clérigo. Collins acha urgente casar pois precisa dar o exemplo ao povo com um bom casamento. Sendo um casamento de interesse e convivência mas sem amor, o convívio entre o par foi escasso, podendo ser considerado até como inexiste, antes do noivado. Esse casamento se tornou uma grande oportunidade para os dois, pois acreditavam que iriam ter uma vida tranquila e vivida de forma leve.
O segundo casamento é da irmã mais nova das Bennet, Lydia, que se casa fugida com um homem de péssimo caráter, o Mr. Wickham. Os dois casam de forma bastante inconsequente, pois não pensam que o casamento deles poderia desgraçar a vida de Lydia e de todas as suas irmãs perante a sociedade. Ambos são pessoas de caráter duvidoso. Esse casamento parece vir apenas para confirmar a falta de caráter e de integridade dos noivos. Mr. Wickham não tinha interesse nenhum de se casar, só avisou Lydia que iria embora do regimento por causa de dívidas. Lydia fugiu com ele por ser uma pessoa avoada e imatura e sem o discernimento necessário para distinguir o certo do errado.
Jane, que no começo do livro esperava se casar logo, só é pedida em casamento quase no fim do livro, marcando o terceiro casamento do romance. Ela tem sua sorte mudada com o retorno do Sr. Bingley, que vem junto ao Sr. Darcy para lhe dar coragem de fazer o pedido. Dessa forma o Sr. Bingley e Jane começam a ter uma relação mais próxima como era o costume da época, quando só era permitindo o convívio depois do pedido de casamento. Existiam regras de etiquetas que deveriam ser seguidas rigorosamente, e uma delas era nunca deixar jovens do sexo oposto sozinhos.
E Elizabeth, que já tinha recusado Sr. Collins e depois o próprio Sr. Darcy,  já no fim do romance é novamente pedida em casamento por Darcy. Devido à interferência da tia de Darcy, ela muda a sua resposta e aceita se casar com ele. A fortuna e boa vida de Darcy foram fatores importantes para que a família dela o aceitasse de forma rápida e tranquila. Elizabeth é uma mulher forte e que mesmo em outros momentos recusou a chance de melhorar as perspectivas da família para continuar atrás de seus ideias únicos e diversos. Ela só casa por amar Darcy.
Temos um pequeno relato de como foi após os quatro casamentos serem consumados. Como poderia ser esperado, os Sr. e Sra. Bingley eram calmos e serenos demais e muitas vezes tinham pessoas que se aproveitavam disso. O Sr. e Sra. Darcy viviam muito bem com a irmã mais nova de Darcy. As duas casadas fizeram muitas coisas para contribuir com as irmãs mais novas e solteiras. Lydia, como era de se imaginar, tinha bastante dificuldade de se manter, muitas vezes recebendo dinheiro das duas irmãs mais velhas. Era constantemente deixada para trás por seu marido e logo o amor da juventude foi sendo esquecido pelo desgosto da descoberta da personalidade do homem que havia se casado. Lydia passava longas temporadas com as irmãs, algumas vezes acompanhada do marido, outras vezes ele ficava em jogando em outros lugares enquanto ela ia para a casa das irmãs para conseguir algum tipo de abrigo.
O romance nos apresenta pessoas diversas numa mesma família, que querendo ou não tinham muitos interesses em comum, e a sua convivência com pessoas a sua volta. Orgulho e preconceito narra o cotidiano de suas vidas, a procura por um bom casamento e pela estabilidade. Esses acontecimentos ao longo do livro e os casamentos são construídos para vermos como a mulher tem importância e peso muito além do que a cultura inglesa tinha como padrão, em uma família que mesmo tendo como seu principal foco casar as filhas e assim melhorar suas chances de futuro, não só para seu conforto mais principalmente porque um bom casamento chama a atenção e aumenta as chances de casarem suas outras filhas bem, elas ainda têm voz mesmo que de forma difícil. As personagens femininas decidem com quem irão se casar e de uma forma leve e singular são donas de seus destinos, pelo menos na parte em que aceitam seus noivos.
Em uma época em que a mulher muitas vezes era vista como propriedade e moeda de troca, onde os pais poderiam conseguir vantagens e seus maridos procuram também vantagens e interesses, temos nesse romance casamentos diversos, mas com o poder da decisão por parte delas. Mesmo Charlote que se casou com base no interesse de conseguir trocas foi ela a pessoa que teve voz na escolha e tomou a iniciativa de aceitar. Vemos também mulheres fortes na sua grande maioria, tomando muitas vezes as rédeas de seus destinos e criando chances e perspectivas diversas. Pensando em Elizabeth, vemos uma personagem que acredita em si mesma e vai atrás de seus ideias, não se deixando subjugar pelas vontades dos homens a sua volta nem de sua mãe.
À primeira vista o romance pode parecer uma simples, previsível e feliz história de amor. Entretanto, diversos aspectos revelam que Austen pensou a estória para servir de crítica a sociedade em que vivia e seus costumes. Por trás do romance açucarado, Austen chama a atenção para a condição feminina em sua época, onde as mulheres eram discriminadas e sofriam injustiças. Austen criou um universo onde mesmo sua personagem principal se casando e tendo sonhos comuns para a época, luta e critica de forma única o comportamento das mulheres.

## Histórico
Originalmente denominado  por Jane Austen, foi escrito entre outubro de 1796 e agosto de 1797. Em 1º de novembro de 1797, o pai de Austen mostrou o manuscrito para o editor Thomas Cadell, de Londres, mas foi rejeitado, ficando nas mãos de Austen. Austen revisou o roteiro entre 1811 e 1812, e posteriormente mudou o título para Pride and Prejudice. A autora pode ter tido em mente o capítulo final do romance de Fanny Burney, Cecilia, chamado "Pride and Prejudice". No período entre a complementação de First Impressions e sua revisão, dois outros trabalhos foram publicados com o mesmo nome: um romance de Margaret Holford e uma comédia de Horace Smith.
Austen vendeu os direitos autorais do livro para Thomas Egerton, de Whitehall, por £110 (Austen tinha pedido £150). Egerton publicou a 1ª edição de Pride and Prejudice em 3 volumes, em janeiro de 1813, com uma 2ª edição em novembro daquele ano, e uma 3ª edição em 1817.
Foi traduzido na França em 1813, depois na Alemanha, Dinamarca e Suécia. Pride and Prejudice foi publicado pela 1ª vez nos Estados Unidos da América em agosto de 1832, sob o título Elizabeth Bennet or, Pride and Prejudice. O romance também foi incluído na publicação da série de romances de Richard Bentley em 1833. Uma edição escolar de R. W. Chapman, do Pride and Prejudice, foi publicada em 1923.

## Recepção
O romance foi bem recebido na época, e Jan Fergus o chama "her most popular novel, both with the public and with her family and friends" ("seu romance mais popular, tanto com o público, quanto com sua família e amigos"), e David Gilson, em A Bibliography of Jane Austen (Clarendon, 1982), revela que Pride and Prejudice foi referido como “o romance elegante” por Anne Isabella Milbanke, esposa de Lord Byron. Contudo, Charlotte Brontë ,em uma carta para o crítico e editor George Henry Lewes, se declararia grandemente desapontado com o romance de Austen, se tratando de "um cuidadoso cercado, um jardim muito bel cultivado, com limites cuidados e flores delicadas, mas ... sem nenhum campo aberto, nem ar fresco ou uma colina verdejante, tampouco um belo riacho."

### Popularidade moderna
- Em 2003, a BBC conduziu uma votação para o "UK's Best-Loved Book", em que Pride and Prejudice ficou em 2º lugar, depois apenas de O Senhor dos Anéis.[20]
- Em 2008, entre mais de 15.000 leitores australianos, Pride and Prejudice figurou como 1º em uma lista dos 101 melhores livros já escritos.[21]

## Adaptações

### Cinema
- 1940 - Pride and Prejudice, estrelando Greer Garson e Laurence Olivier.[22]
- 2003 - Pride & Prejudice: A Latter-Day Comedy, estrelando Kam Heskin e Orlando Seale[23] (as locações foram na Universidade Mormon, e foi dirigido por Andrew Black.[24]
- 2004 - Bride & Prejudice, estrelando Aishwarya Rai, Martin Henderson, Nadira Babbar e Alexis Bledel. Produção de Bollywood, indústria do cinema indiano.
- 2005 - Pride and Prejudice, dirigido por Joe Wright e estrelando Keira Knightley (indicada ao Oscar pela interpretação) e Matthew Macfadyen.[25]
- 2016 - Pride and Prejudice and Zombies (Orgulho e Preconceito e Zumbis) estrelando Lily James.

### Televisão
- 1980- Pride and Prejudice, estrelando Elizabeth Garvie e David Rintoul.
- 1995 - Pride and Prejudice, da BBC, feito para TV, estrelando Jennifer Ehle e Colin Firth.
- 2012 - The Lizzie Bennet Diaries (2012) (uma web série americana de comédia adaptada do livro de Jane Austen, Orgulho e Preconceito, em formato de vlog. Ele foi criado por Hank Green e Bernie Su e as estrelas Ashley Clements, Mary Kate Wiles, Laura Spencer, e Julia Chon
- 2018 - Orgulho e Paixão (2018), da Rede Globo, feito para TV. Estrelando Nathalia Dill e Thiago Lacerda.

### Teatro
- 1936 – Versão teatral criada por Helen Jerome no St. James's Theatre, em Londres, estrelando Celia Johnson e Hugh Williams.
- 1959 - First Impressions foi uma versão musical da Broadway, estrelando Polly Bergen, Farley Granger, e Hermione Gingold.[26]
- 1995 – Um álbum musical escrito por Bernard J. Taylor, com Peter Karrie no papel de Mr Darcy e Claire Moore no papel de Elizabeth. Bennet.[27]
- 2008 - Jane Austen's Pride and Prejudice, The New Musical foi apresentado em concerto em 21 de outubro em Rochester, Nova Iorque, com Colin Donnell como Darcy.[28]

### Literatura
O romance inspirou vários outros trabalhos, que não são, exatamente, adaptações diretas.
Entre os livros inspirados em Pride and Prejudice podem ser citados:
- Mr. Darcy's Daughters e The Exploits and Adventures of Miss Alethea Darcy, de Elizabeth Aston
- Pemberley: Or Pride and Prejudice Continued e An Unequal Marriage: Or Pride and Prejudice Twenty Years Later de Emma Tennant
- The Book of Ruth (ASIN B00262ZRBM), de Helen Baker
- Precipitation - A Continuation of Miss Jane Austen's Pride and Prejudice, de Helen Baker
- Pemberley Remembered, de Mary Simonsen
- Mr. Darcy Takes a Wife, de Linda Berdoll.
- Pride and prejudice and zombies, de Seth Grahame-Smith.
- Pride/Prejudice, Ann Herendeen.
- The Other Side of Pride and Prejudice, de Leareth

## Traduções no Brasil e em Portugal
- Orgulho e Preconceito foi traduzido e lançado pela 1ª vez em língua portuguesa em 1941, por Lúcio Cardoso, para a Livraria José Olympio Editora, e saiu concomitantemente com o filme Orgulho e Preconceito, do mesmo ano, estrelado por Greer Garson e Laurence Olivier.[3][29]
- Em Portugal, a 1ª tradução foi feita por Ersílio Cardoso e Álvaro Serpa, em 1943, pela Editorial Inquérito.
- Nos anos 50, em Lisboa, houve uma tradução feita por Leyguarda Ferreira, publicada pela Romano Torres em várias edições, pela Coleção Obras Escolhidas de Autores Escolhidos, nº 10.
- Nos anos 50, houve uma tradução no Porto, em Portugal, feita por Jose da Natividade Gaspar, publicada pela Livraria Civilização, fazendo parte da Coleção Série Popular, nº 60.
- No fim dos anos 60, a Editora Bruguera editou na sua Coleção “Livro Amigo”, volume 18, Orgulho e Preconceito sob a tradução de Lúcio Costa. Também são de Lúcio Costa a a edição da Coleção “Grandes Sucessos”, da Abril Cultural em 1982, a edição do Círculo do Livro, a edição da Ediouro na Coleção “Biblioteca Folha”, em 1998, a edição da Civilização Brasileira em 2006, e novamente da Editora Abril, na Coleção “Clássicos Abril”, lançada em 2010, volume 13.
- Há uma tradução portuguesa de Maria Francisca Ferreira de Lima,[30] das Publicações Europa-América, Ltda.
- Paulo Mendes Campos fez a tradução e a adaptação do livro em 1970, para a Tecnoprint Gráfica, em 1970, na Coleção “Calouro”, que também foi usada pela Editora Singular, em 2009.
- A Editora Abril lançou em 1982, na Coleção Grandes Sucessos, com a tradução de Lúcio Cardoso.
- A Ediouro lançou edições em 1982, 1996, com a tradução de Lúcio Cardoso.
- O Círculo do Livro lançou edição em 1987, com a tradução de Lúcio Cardoso.
- A Livraria Francisco Alves lançou uma edição em 1997.
- A Publifolha/ Ediouro lançou, em 1998, na Biblioteca Folha, Coleção Clássicos da Literatura Universal, volume 6, com a tradução de Lúcio Cardoso.
- A Editora Martin Claret lançou edições em 2006, 2007, 2008, 2009, 2010 e 2012, sob tradução de Roberto Leal Ferreira. Em 2010, lançou uma edição que reunia Razão e Sensibilidade, Orgulho e Preconceito e Persuasão.
- A Civilização Brasileira teve edições em 2006, 2009.
- A primeira edição bilíngue foi feita pela Editora Landmark em 2008, com tradução de Marcella Furtado.
- A Paulus lançou em 2009, com adaptação de João Pedro Roriz (1ª edição).
- A Editora Abril lançou-o em 2010, com a Abril Coleções, volume 13, com tradução de Lúcio cardoso. ISBN 978-85-7971-014-8.
- A L&PM, em sua coleção L&PM Pocket, lançou em janeiro de 2010 uma tradução de Celina Portocarrero. ISBN 9788525419644.
- A Best Bolso lançou uma edição em 2010.
- Companhia das Letras/ Penguin, 2011 (1ª edição). Tradução de Alexandre Barbosa de Souza. ISBN 9788563560155.